# Minerva Park
Minerva Park è un villaggio degli Stati Uniti d'America, situato nello stato dell'Ohio, nella contea di Franklin.